# Osenets
Osenets (Bulgaars: Осенец) is een dorp in het noordoosten van Bulgarije, gelegen in de gemeente Razgrad in oblast Razgrad. Het dorp ligt hemelsbreed ongeveer 11 km ten noordwesten van de stad Razgrad en 266 km ten noordoosten van de hoofdstad Sofia. 

## Bevolking
Het dorp Osenets had bij de laatste officiële volkstelling van 7 september 2021 een inwoneraantal van 737 personen. Dit waren 85 mensen (-10,3%) minder dan 822 inwoners bij de census van 1 februari 2011. De gemiddelde jaarlijkse groei in die periode komt daarmee uit op -1,02%, hetgeen hoger is dan het landelijk jaarlijks gemiddelde over deze periode (-1,14%). Het aantal inwoners vertoont al vele jaren een dalende trend: in 1934 had het dorp nog een recordaantal van 2.777 inwoners.
- 1934 2777
Koninkrijk Bulgarije
- 1946 2598
Volksrepubliek Bulgarije
- 1956 2398
Volksrepubliek Bulgarije
- 1965 2284
Volksrepubliek Bulgarije
- 1975 2057
Volksrepubliek Bulgarije
- 1985 1584
Volksrepubliek Bulgarije
- 1992 1340
Republiek Bulgarije
- 2001 1195
Republiek Bulgarije
- 2011 822
Republiek Bulgarije
- 2021 737
Republiek Bulgarije

- Koninkrijk Bulgarije
- Volksrepubliek Bulgarije
- Republiek Bulgarije

In het dorp wonen grotendeels etnische Bulgaren. In de optionele volkstelling van 2011 identificeerden 755 van de 807 ondervraagden zichzelf met de Bulgaarse etniciteit - 93,6% van de bevolking. De overige inwoners waren vooral etnische Roma.
| Etnische samenstelling van de respondenten (2011) | Etnische samenstelling van de respondenten (2011) | Etnische samenstelling van de respondenten (2011) | Etnische samenstelling van de respondenten (2011) | Etnische samenstelling van de respondenten (2011) |
| ------------------------------------------------- | ------------------------------------------------- | ------------------------------------------------- | ------------------------------------------------- | ------------------------------------------------- |
|                                                   |                                                   |                                                   |                                                   |                                                   |
| Bulgaren                                          | Bulgaren                                          |                                                   | 93,6%                                             | 93,6%                                             |
| Turken                                            | Turken                                            |                                                   | 0,4%                                              | 0,4%                                              |
| Roma                                              | Roma                                              |                                                   | 2,6%                                              | 2,6%                                              |
| Anders/Onbekend                                   | Anders/Onbekend                                   |                                                   | 3,4%                                              | 3,4%                                              |